# Bahnstrecke Köln-Kalk–Overath
| | |                                             |                                      |
| Streckennummer (DB): | 2655 (Köln-Kalk–Overath) 2621 (Köln-Kalk–Flughafen Nordost) 2692 (Flughafen Nordost–Frankfurter Str.) |                                             |                                      |
| Kursbuchstrecke (DB): | 459                                                                                                   |                                             |                                      |
| Kursbuchstrecke: | 240 (1946) 240d (Rösrath – Hoffnungsthal 1946)                                                        |                                             |                                      |
| Streckenlänge: | 24,6 km                                                                                               |                                             |                                      |
| Spurweite: | 1435 mm (Normalspur)                                                                                  |                                             |                                      |
| Stromsystem: | Köln-Kalk–Frankfurter Str.: 15 kV 16,7 Hz ~                                                           |                                             |                                      |
| Streckengeschwindigkeit: | 120 km/h                                                                                              |                                             |                                      |
| | |                                             |                                      |
| \| \| \| Siegstrecke von Köln \| \| \| \| 1,9 0,0 \| Köln-Kalk \| Köln-Kalk \| \| \| \| Güterumgehungsbahn Köln \| \| \| \| \| Gremberg–Köln-Kalk Nord \| \| \| \| 3,3 1,5 \| Vingst (Abzw) \| Vingst (Abzw) \| \| \| \| A 4 \| \| \| \| 4,40,0 \| Flughafen Nordost (Abzw) \| Flughafen Nordost (Abzw) \| \| \| \| Siegstrecke nach Siegen \| \| \| \| 1,5 4,1 \| Köln Frankfurter Straße \| 50 m \| \| \| \| ehem. Güterstrecke von Köln-Kalk Süd \| \| \| \| 4,2 \| Plantage (Abzw) \| Plantage (Abzw) \| \| \| \| Flughafenschleife nach Troisdorf \| \| \| \| \| A 59 \| \| \| \| 5,7 \| Porz-Heumar \| 50 m \| \| \| 7,9 \| Porz-Heumar Nato (Awanst) \| Porz-Heumar Nato (Awanst) \| \| \| \| A 3 \| \| \| \| 10,2 \| Porz-Königsforst (zuletzt Awanst) \| Porz-Königsforst (zuletzt Awanst) \| \| \| 12,1 \| Rösrath-Stümpen \| 91 m \| \| \| \| ehem. Strecke von Bergisch Gladbach \| \| \| \| 14,4 \| Rösrath \| 96 m \| \| \| \| Sülz \| \| \| \| 15,9 \| Hoffnungsthal \| 90 m \| \| \| \| ehem. Strecke nach Lindlar \| \| \| \| \| Aquädukt ⊙[1] \| \| \| \| \| Hoffnungsthaler Tunnel (1087 m) \| 160 m \| \| \| 20,2 \| Honrath (zuvor Bf) \| 132 m \| \| \| \| Bombach Viadukt (90 m) \| 92 m \| \| \| \| ehem. Aggertalbahn von Siegburg \| \| \| \| 24,6 \| Overath \| 94 m \| \| \| \| Aggertalbahn nach Gummersbach-Dieringhausen \| \| \| \| \| \| \| \| Quellen: [2][3] \| \| \| \| | |                                             |                                      |
| | | Siegstrecke von Köln                        |                                      |
| Dienststation / Betriebs- oder Güterbahnhof | 1,9 0,0                                                                                               | Köln-Kalk                                   | Köln-Kalk                            |
| Kreuzung geradeaus oben | | Güterumgehungsbahn Köln                     | Güterumgehungsbahn Köln              |
| Kreuzung geradeaus oben | | Gremberg–Köln-Kalk Nord                     | Gremberg–Köln-Kalk Nord              |
| Blockstelle | 3,3 1,5                                                                                               | Vingst (Abzw)                               | Vingst (Abzw)                        |
| Strecke mit Straßenbrücke | | A 4                                         | A 4                                  |
| Blockstelle | 4,40,0                                                                                                | Flughafen Nordost (Abzw)                    | Flughafen Nordost (Abzw)             |
| Abzweig geradeaus und nach rechts | | Siegstrecke nach Siegen                     | Siegstrecke nach Siegen              |
| Bahnhof mit S-Bahn-Halt | 1,5 4,1                                                                                               | Köln Frankfurter Straße                     | 50 m                                 |
| Abzweig geradeaus und ehemals von rechts | | ehem. Güterstrecke von Köln-Kalk Süd        | ehem. Güterstrecke von Köln-Kalk Süd |
| ehemalige Blockstelle | 4,2                                                                                                   | Plantage (Abzw)                             | Plantage (Abzw)                      |
| Abzweig geradeaus und nach rechts | | Flughafenschleife nach Troisdorf            | Flughafenschleife nach Troisdorf     |
| Strecke mit Straßenbrücke | | A 59                                        | A 59                                 |
| Dienststation / Betriebs- oder Güterbahnhof | 5,7                                                                                                   | Porz-Heumar                                 | 50 m                                 |
| Abzweig geradeaus und ehemals nach rechts | 7,9                                                                                                   | Porz-Heumar Nato (Awanst)                   | Porz-Heumar Nato (Awanst)            |
| Strecke mit Straßenbrücke | | A 3                                         | A 3                                  |
| ehemaliger Bahnhof | 10,2                                                                                                  | Porz-Königsforst (zuletzt Awanst)           | Porz-Königsforst (zuletzt Awanst)    |
| Haltepunkt / Haltestelle | 12,1                                                                                                  | Rösrath-Stümpen                             | 91 m                                 |
| Abzweig geradeaus und ehemals von links | | ehem. Strecke von Bergisch Gladbach         | ehem. Strecke von Bergisch Gladbach  |
| Bahnhof | 14,4                                                                                                  | Rösrath                                     | 96 m                                 |
| Brücke über Wasserlauf | | Sülz                                        | Sülz                                 |
| Bahnhof | 15,9                                                                                                  | Hoffnungsthal                               | 90 m                                 |
| Abzweig geradeaus und ehemals nach links | | ehem. Strecke nach Lindlar                  | ehem. Strecke nach Lindlar           |
| Tunnel bzw. Unterführung unter Wasserlauf | | Aquädukt ⊙                                  | Aquädukt ⊙                           |
| Tunnel | | Hoffnungsthaler Tunnel (1087 m)             | 160 m                                |
| Haltepunkt / Haltestelle Streckenende | 20,2                                                                                                  | Honrath (zuvor Bf)                          | 132 m                                |
| | | Bombach Viadukt (90 m)                      | 92 m                                 |
| Abzweig geradeaus und ehemals von rechts | | ehem. Aggertalbahn von Siegburg             | ehem. Aggertalbahn von Siegburg      |
| Bahnhof | 24,6                                                                                                  | Overath                                     | 94 m                                 |
| | | Aggertalbahn nach Gummersbach-Dieringhausen |                                      |
| | |                                             |                                      |
| Quellen: | |                                             |                                      |

Die Bahnstrecke Köln-Kalk–Overath ist eine eingleisige, größtenteils nicht elektrifizierte Eisenbahnstrecke. Mit ihr wurde 1910 die historische Bahnstrecke Siegburg–Olpe um eine direkte Verbindung nach Köln und den dafür benötigten Hoffnungsthaler Tunnel verlängert. Der Teilabschnitt von Hoffnungsthal nach Rösrath wurde bereits im Verlauf der (heute z. T. stillgelegten) Bahnstrecke Köln-Mülheim–Lindlar geplant und gebaut. Als Zulaufstrecke wird sie wie die Strecke von Siegburg über Overath nach Olpe auch Aggertalbahn genannt, sie verlässt das Tal der Agger aber bereits bei Overath. Der elektrifizierte Abschnitt wird zur Flughafenschleife Köln gerechnet.
1997 wurde der planmäßige Güterverkehr der Deutschen Bahn im gesamten Oberbergischen Kreis aufgegeben. Seitdem gibt es nur noch Personenverkehr, zunächst nur bis Gummersbach, seit 2003 auch wieder bis nach Marienheide. Anfang 2014 wurde die Linie wieder bis Meinerzhagen verlängert, Ende 2017 bis Lüdenscheid. Seit Mai 2007 betreibt die Rhein-Sieg-Eisenbahn bei Bedarf wieder sporadisch Güterverkehr auf der von der Aggertalbahn abzweigenden Wiehltalbahn und führt diesen in Richtung Köln.

## Vorgeschichte
Die Planungsphase und der Bau der alten Strecke und die Bedeutung beider Strecken werden unter Bahnstrecke Siegburg–Olpe beschrieben.
Eigentlich hatten die Planer von Anfang an eine direkte Verbindung nach Köln statt nach Siegburg bevorzugt. Zu dieser Zeit gab es aber noch ein Militärgelände in Köln, welches der Trasse im Weg war. Als dieses Gelände verschwand, wurde zügig die Trasse nach Köln geplant.
Deutlich verkürzt wurde die Reisezeit von Köln ins Oberbergische, als daraufhin 1910 der 1.087 m lange Hoffnungsthaler Thunel zwischen Hoffnungsthal und Honrath, die Verbindung zwischen Hoffnungsthal und Overath und die Verbindung von Rösrath nach Köln fertiggestellt wurden. Die neue Strecke wurde zwischen Rösrath und Hoffnungsthal über ein Teilstück der Bahnstrecke Köln-Mülheim–Lindlar geleitet, das beide Erweiterungen miteinander verbindet. Am westlichen Eingang des Tunnels befand sich die Grube Anacker, die 1909 ihren Betrieb wieder aufgenommen hatte, am östlichen Eingang die Grube Aurora.

### Seit dem Bau der Verbindung nach Köln
Wie an vielen anderen Orten gab es hier auch nach dem Zweiten Weltkrieg Streckenunterbrechungen. Hitlers Verbrannte-Erde-Politik führte dazu, dass man sich mit Provisorien und einer Umleitung über die alte Siegburger Strecke behalf, um nicht die gesamte Strecke zu sperren. Dafür war hauptsächlich die Zerstörung einer Brücke zwischen Overath und Köln durch deutsche Truppen bei ihrem Rückzug verantwortlich. Diese Brücke wurde 1946 repariert, anschließend wurden Züge über die Strecke nach Olpe umgeleitet, da die Hauptstrecke nach Siegen viel schwerer beschädigt war. Dieser Umleitungsverkehr dauerte bis 1949 an. In diese schwierigen Jahre fallen auch zahlreiche Hamsterfahrten der hungernden Bevölkerung. 1960 folgte die Schließung des nur schwach genutzten Haltepunktes Vilkerath. 1976 bekam die Strecke von Köln-Kalk bis Dieringhausen eine Streckenblockeinrichtung.
Auch die Aggertalbahn hatte durch die zunehmende Automobilisierung und eine systematische Fahrplanreduzierung durch die Bundesbahn und andere Rationalisierungen mit Fahrgastverlusten zu kämpfen. Anfang der 1980er-Jahre galt die nach den Stilllegungen zwischen Lohmar und Overath sowie Dieringhausen und Olpe noch vorhandene Strecke als stilllegungsgefährdet. Dazu passt auch die Schließung des Bahnbetriebswerks an der Aggertalbahn im Jahr 1982, fortan wurden Fahrzeuge aus Köln benutzt.
Da man trotzdem Fahrgastpotential sah, wurden die drei Strecken zwischen Köln und Meinerzhagen 1984 zu Teststrecken des Citybahn-Betriebsversuchs mit eigens in Pop-Farben lackierten Zügen. Diese Verbindung führte von Köln über Overath weiter über die einzig noch im Personenverkehr bediente Reststrecke der Bahnstrecke Siegburg–Olpe und danach in Dieringhausen weiter auf der Volmetalbahn über Gummersbach und Marienheide nach Meinerzhagen. Das Ergebnis war eine sprunghafte Steigerung der Fahrgastzahlen. Allerdings wurde trotzdem 1986 der Personenverkehr ab Marienheide bis Meinerzhagen eingestellt, am 30. Mai 1987 auch ab Gummersbach bis Marienheide.
1989 bekam die Strecke ein Zentralstellwerk in Overath, die Citybahn-Garnituren wurden 1992 für den Vorlaufbetrieb auf der S 12 zwischen Köln und Au (Sieg) abgezogen, der Taktverkehr aber beibehalten. Seit 1999 fuhren auf der Strecke nur noch Dieseltriebzüge der DB-Baureihe 644, seit Ende 2014 alle Fahrten mit 620 + 622.
Seit 1991 befährt die Oberbergische Bahn in Köln die neugebaute S-Bahn-Stammstrecke Köln Hansaring – Köln Hauptbahnhof – Köln Messe/Deutz – Köln Trimbornstraße. Im Zuge des Neubaus der ICE-Strecke Köln–Frankfurt wurde der Verlauf in Köln nochmals geändert. Kurz hinter dem 2004 neu eröffneten Haltepunkt Köln Frankfurter Straße gabelt sich die Strecke nach Overath und über den Bahnhof Köln/Bonn Flughafen nach Troisdorf.
Seit dem 20. April 2003 fährt die Regionalbahn wieder bis nach Marienheide, seit Anfang 2014 bis nach Meinerzhagen und seit Ende 2017 bis Lüdenscheid.
In den letzten Jahren gab es nur wenige Serviceverbesserungen an der Strecke. Das im Februar 2009 für den Bahnhof Overath angekündigte neue Fahrgastinformationssystem mit modernen Dynamischen Schriftanzeigern wurde im Mai 2010 installiert und liefert Informationen zu Verspätungen und Ausfällen.
Am 1. August 2010 fand eine Feier zum hundertjährigen Jubiläum mit Festakt im Bahnhof Overath statt.
Die 2001 festgestellten Sicherheitsmängel im Hoffnungsthaler Tunnel (schwer zu erreichen, keine Beleuchtung) wurden 2012/2013 behoben.
Geplant ist, den S-Bahn-Vorlaufbetrieb zur S-Bahn-Linie 14 umzustellen. Dazu soll die RB 25 mit der RB 24 auf der Eifelstrecke verknüpft werden. Diese Linie greift eine historische Verbindung wieder auf, denn einst gab es eine Regionalbahnlinie von Jünkerath an der Eifelstrecke nach Rösrath.

## Zustand

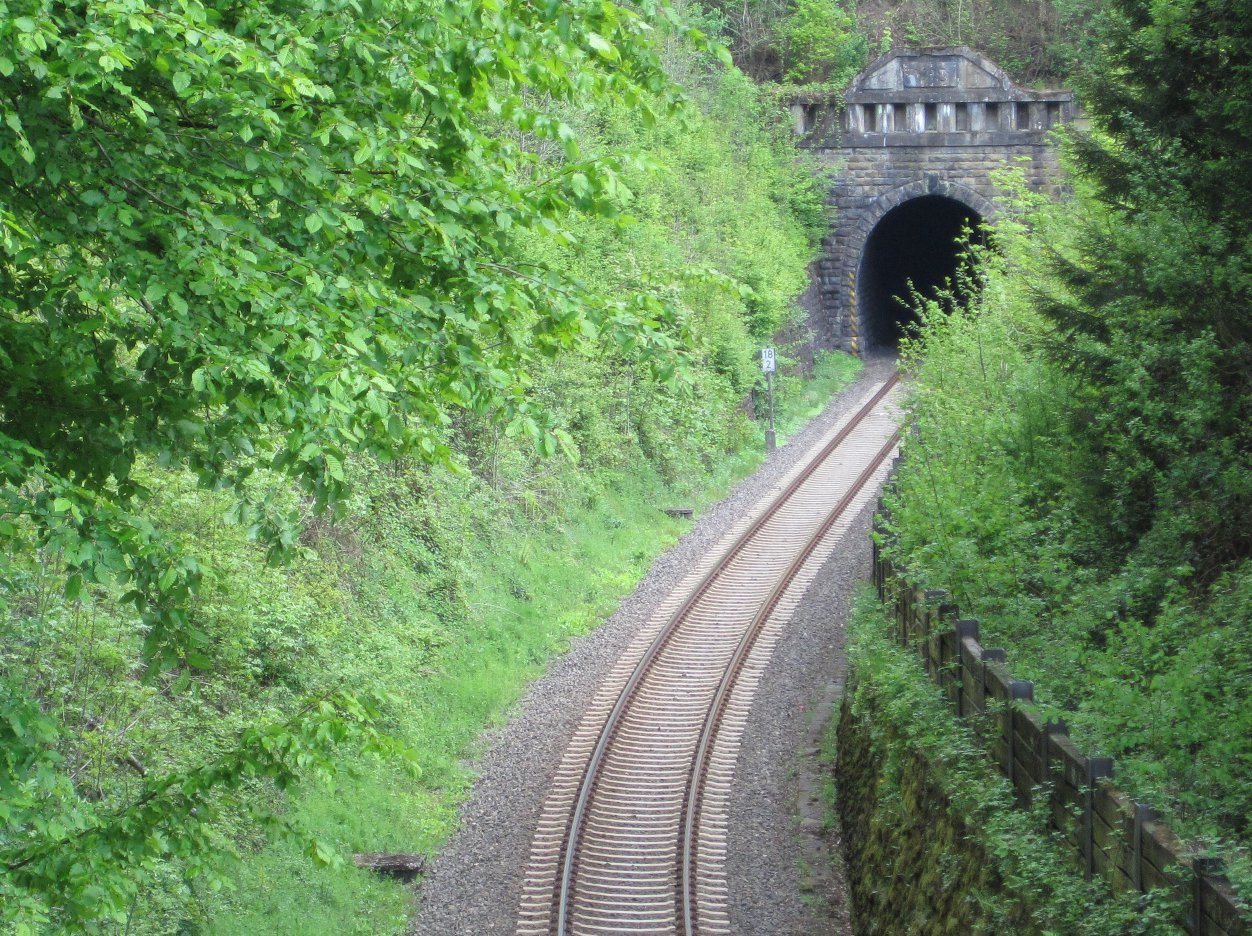
Hoffnungsthaler Tunnel, westliches Portal

Während einige Bahngebäude in den letzten Jahren mit Unterstützung der Stadt saniert wurden, befinden sich andere in Privatbesitz und dienen als Wohnhäuser. So wurde das Overather Empfangsgebäude im Jahr 2008 grundlegend renoviert und dient der Stadt als Kulturbahnhof. Neben einer Serviceeinrichtung der RVK befinden sich in dem Gebäude eine neu eröffnete Gaststätte und Räumlichkeiten für soziale und kulturelle Veranstaltungen. Verschiedene andere Bahnhofsgebäude, wie Honrath oder Porz-Heumar, befinden sich in Privatbesitz. Die Gebäude sind in einem guten Zustand und wurden zum Wohnhaus umfunktioniert. Einige andere Empfangsgebäude dienen immer noch als reines Bahngebäude und sind in einem mäßigen optischen Zustand. Nach Wegfall der Fahrkartenschalter ist die Funktion der Gebäude allerdings stark eingeschränkt.
Der Bahnhof Porz-Heumar, der sich in einem großen Wohngebiet befindet, wird nur noch als Betriebsbahnhof genutzt (Rangierarbeiten der Güterzüge von der nahen Müllumladestation), die Regionalverkehrszüge nach Marienheide halten dort seit den 1980er-Jahren nicht mehr. Der Bahnhof wird im Personenverkehr nur noch bei betrieblichen Problemen oder einer Streckensperrung genutzt.

## Fahrzeugeinsatz
Für das Projekt CityBahn auf der Linie Köln–Meinerzhagen wurden 1984 zehn Loks der Baureihe 218 des Betriebswerks Hagen passend zu umlackierten n-Wagen in reinorange (RAL 2004) mit kieselgrauer Bauchbinde umlackiert und mit diesen als Wendezüge im Taktverkehr eingesetzt.
Diese Zuggarnituren stellen eine Besonderheit in der Eisenbahnhistorie dar, waren sie doch einzig hier und danach ab 1992 im S-Bahn-Vorlaufbetrieb auf der S 12 zwischen Köln und Au (Sieg) im Regeleinsatz unterwegs.
Seit 1999 fuhren auf der Strecke hauptsächlich dieselelektrische Triebwagen der DB-Baureihe 644 in Doppel- oder Dreifachtraktion. Zur Entlastung wurden teilweise ursprünglich für die Euregiobahn beschaffte und entsprechend beschriftete Triebwagen der Baureihe 643 eingesetzt. Seit 2012 wurden manche Fahrten mit Lokomotiven der Baureihe 218 und n-Wagen geleistet, seit Ende 2014 alle Fahrten mit 620 + 622.

## Unfälle
- Am 7. März 1981 fuhr eine Diesellokomotive der Baureihe 211 zwischen Honrath und Overath in einen Erdrutsch, wurde seitlich angehoben und kippte gegen eine Felswand. Der Unfall war wegen einer Kurve und der Dunkelheit unvermeidbar gewesen. Der Lokführer und zwei Fahrgäste wurden leicht verletzt, die restlichen 80 Fahrgäste mit Schienenersatzbussen zum Ziel gebracht. Am nächsten Tag wurden die Lok und die beiden ersten Wagen geborgen und bald danach ausgemustert. Bis zum 6. April gab es wegen starker Schäden Schienenersatzverkehr zwischen Rösrath und Overath, der Güterverkehr musste vollständig über Hagen geleitet werden.
- Am 15. Februar 2009 kam in der Nähe von Vilkerath ein LKW bei Schneefall von der parallel zu den Gleisen liegenden Straße ab und rutschte auf die Schienen. Daraufhin wurde bis zum nächsten Morgen der Bahnverkehr in diesem Abschnitt eingestellt. Dabei wurde auch ein Signal zerstört, was zu Problemen mit dem nahen Bahnübergang führte. Eine Langsamfahrstelle und ein von Hand gesteuerter Bahnübergang zeugten noch zwei Wochen lang von dem Unfall. Verletzt wurde niemand, es entstand rund 100.000 € Sachschaden.[14]

## Bedienungsangebot
Die Strecke wird von Köln aus über Overath und Dieringhausen im Vorlaufverkehr der S-Bahn Köln mit Durchbindung auf die Aggertalbahn und Volmetalbahn nach Lüdenscheid im Personenverkehr durch die Regionalbahn RB 25 (Oberbergische Bahn) täglich
- von Köln Hansaring über Köln Hbf, Köln Messe/Deutz, Overath, Dieringhausen, Gummersbach und Meinerzhagen nach Lüdenscheid im Stundentakt,
- zwischen Köln und Engelskirchen alle 30 Minuten, Mo–Fr alle 30 Minuten bis Gummersbach

bedient.
Auf der Strecke Köln-Kalk–Overath gilt der Tarif des Verkehrsverbundes Rhein-Sieg (VRS).
Die Oberbergische Bahn wurde 1997 vom VRS zusammen mit der Eifelbahn und der Voreifelbahn ausgeschrieben. DB Regio NRW gewann die Ausschreibung. Ab dem 15. Dezember 2013 wurde der Verkehr durch DB Regio für 20 Jahre übernommen.
Seit dem Fahrplanwechsel im Dezember 2019 gibt es auch am Wochenende ein halbstündliches Angebot bis Engelskirchen. Außerdem wurde zwischen 12 und 23 Uhr ein halbstündliches Angebot von Köln nach Gummersbach realisiert.